# Džion
Džion (慈恩,, v anglickém přepisu Jion) je reprezentantem kata Šótókan stylu karate. Důraz je kladen především na základní techniky a postoje karate, které musí být provedeny naprosto perfektně - především postoje Zenkucu dači (前屈立ち) a Kiba-dači (騎馬立ち).

## Vývoj kata
Předpokládá se, že Džion je jedna z nejstarších kat. Teorií jejího vzniku je několik. Podle jedné teorie, Džion vznikla nejspíše v šaolinském klášteře Džion v Číně. Název Džiondži znamená v překladu "chrám lásky a dobroty". Podle jiné se začala cvičit na Okinavě mezi lety 1663–1680, kde ji o dvě století později začal cvičit mistr Itosu (糸洲 安恒) pod vedením senseie Macumury (松村 宗棍).
Džion je tzv. kata Shitei neboli kata povinná. Každý závodník ji musí umět. Ve zkušebním řádu Českého svazu karate je tato kata povinná pro všechny karatisty usilující o 3. kjú - první hnědý pás již od roku 2009.
Džion byla po cestě mistra Funakošiho přejmenována na japonské Shokyu neboli "Eliminace", což mělo naznačovat totální převahu v katě nad protivníkem. Název se neujal a začalo se opět používat Džion.

## Způsob cvičení
Džion učí studenty především v orientaci v prostoru a v natrénování správného zpevnění celého těla (tzv. kime) po náročných rotačních přesunech. Jedná se o katu preferovanou studenty, kteří cvičí tvrději. Podstata katy je bojovat s nepřítelem pomocí jednoduchých úderů a kopů. V katě není obsažen žádný skrytý nebo podlý útok.

## Použité techniky

### Postoje
- Zenkucu-dači (前屈立ち)
- Kiba-dači (騎馬立ち)
- Kókucu-dači (後屈立ち)
- Heisoku-dači (閉足立ち)
- Kósa-dači (交差立)

### Údery
- Oi-cuki (追い突き)
- Gjaku-cuki (逆突き)
- Kagi-cuki (鉤突き)
- Sanbon-cuki (三本突き)
- Uraken-uči (裏拳打ち)
- Šótei-uči (掌底打ち)

### Bloky
- Gedan-barai (下段払い)
- Age-uke (上受け nebo 扬受)
- Uči-uke (内受; 内受け)
- Morote-uči-uke (諸手内受け)[4]
- Kakiwake-uke (掻き分け受け)[5]
- Džúdži-uke (十字受け)
- Otoši-uke (落とし受け)
- Mandži-uke (卍受け)

### Kopy
- Mae-geri (前蹴り)